# 15853 Benedettafoglia
15853 Benedettafoglia eller 1996 BB13 är en asteroid i huvudbältet som upptäcktes den 16 januari 1996 av de båda italienska astronomerna Ulisse Munari och Maura Tombelli vid Cima Ekar-observatoriet. Den är uppkallad efter Benedetta Foglia.
Asteroiden har en diameter på ungefär 4 kilometer.